# Mjölby
58°19′37.776″N 15°7′29.068″Ø / 58.32716000°N 15.12474111°Ø
Mjölby er en svensk by som ligger i Östergötlands län i Östergötland. Den er administrationsby i Mjölby kommune og i år 2010 havde byen 12.245 indbyggere.
Mjølby fik bystatus i 1920, men der har boet mennesker der siden jernalderen[kilde mangler]. Elven Svartån, som løber gennem byen, har mange vandfald som har været udnyttet til mølledrift, og som også har givet byen dens navn.

## Trafik
Motorvejen E4 passerer Mjölby.
Jernbanen har fra 1870'erne haft stor betydning for byen. Mjölby er, og har længe været, et jernbaneknudepunkt. Stationen sammenbinder jernbanelinjen Södra stambanan med en jernbane til Motala, Hallsberg og Örebro. Også Östgötatrafikkens pendlertog passerer Mjölby på sin strækning Norrköping-Jönköping. April 2013 blev der pendlertrafik til Skänninge og Motala.